# Самарканд (Казахстан)
Самарка́нд (каз. Самарқант) — село у складі Бухар-Жирауського району Карагандинської області Казахстану. Адміністративний центр Самаркандського сільського округу.
Населення — 1054 особи (2021; 1302 у 2009, 1195 у 1999, 1473 у 1989).
Національний склад станом на 1989 рік:
- німці — 74 %.